# Genòfor
El cromosoma bacterià, més pròpiament conegut com a genòfor, és el conjunt de molècules més grans d'ADN d'un bacteri, que es troben dins la cèl·lula juntament amb altres molècules més petites d'ADN (plasmidis). No es tracta d'un cromosoma en el sentit propi del terme, sinó que es compon d'una molècula d'ADN "circular" majoritàriament de més d'1 mm de llarg, que existeix en una única còpia o en diverses còpies. Té una estructura densa, es troba lliure al citoplasma i, malgrat la seva longitud, només ocupa una regió limitada de la cèl·lula bacteriana, que és denominada nucleoide.
Els genòfors no són molècules mancades d'estructura, sinó que estan associades amb proteïnes i organitzades en l'espai. Tot i la seva denominació imprecisa com a "cromosoma" bacterià, el genòfor manca de cromatina, com tots els "cromosomes" dels procariotes. L'ADN és comprimit per un mecanisme conegut com a superenrotllament de l'ADN, mentre que un cromosoma és empaquetat per la cromatina. En la majoria de procariotes l'ADN és circular, per la qual cosa la replicació és possible sense telòmers. Hi ha molt poques espècies de bacteris amb cromosomes lineals, com per exemple les borrèlies i els estreptomicets.
Molts eucariotes (com les plantes i els animals) tenen ADN procariota en orgànuls com els mitocondris i els cloroplasts. Aquests orgànuls s'assemblen molt als autèntics procariotes, cosa que ha contribuït a la formulació de la teoria endosimbiòtica.